# (73436) 2002 MH2
2002 أم إتش 2 (ويعرف أيضًا باسم (73436) 2002 أم إتش 2 وفق تسمية الكوكب الصغير) (بالإنجليزية: 2002 MH2)‏ هو كويكب ضمن حزام الكويكبات؛ وترتيبه 73436 من حيث الاكتشاف.
اكتُشف هذا الجُرم الفلكي بواسطة تعقب الأجرام القريبة من الأرض في 16 يونيو 2002.

## وصلات خارجية
- (73436) 2002 MH2 في قاعدة بيانات مختبر الدفع النفاث لأجرام النظام الشمسي الصغيرة

- الاكتشاف · مخطط المدار ·  العناصر المدارية · المعلمات المادية

- (73436) 2002 MH2 على موقع ويكي سكاي: DSS2, SDSS, GALEX, IRAS, Hydrogen α, X-Ray, Astrophoto, Sky Map, Articles and images